# Liste des associations des Croix-Rouges et des Croissants-Rouges
Le Mouvement international de la Croix-Rouge et du Croissant-Rouge est le plus important regroupement d'organisations humanitaires au monde. Ce mouvement est principalement composé des corps associatifs suivants :
- Le Comité international de la Croix-Rouge (CICR), organisation internationale humanitaire siégeant à Genève dirigeant le mouvement international, doté de responsabilité spéciales soumises aux lois liées à l'aide humanitaire mondiale.
- La Fédération internationale des Sociétés de la Croix-Rouge et du Croissant-Rouge (FICR), qui est un organisme composé de toutes les Croix-Rouges et Croissants-Rouges, créé dans le but de coordonner les actions internationales de secours et de promouvoir les activités humanitaires.
- Les 192 organisations de la Croix-Rouge et du Croissant-Rouge et du Cristal-Rouge membres de la fédération représentant chacune leur pays.

## Organisation et interventions des associations nationales
Le champ d'action des Croix-Rouges et des Croissants-Rouges couvre différents domaines en fonction des besoins de chaque pays. En général, il s'agit de plans d'urgences afin d'apporter les premiers secours aux populations de façon terrestre ou maritime, et peut également couvrir les aides à la personne, les soins liés à l'immigration, les programmes de santé, les catastrophes naturelles, l'aide humanitaire, la lutte pour l'égalité ou encore des services sociaux.

Croix-Rouge
Croissant-Rouge
Cristal-Rouge (Concerne Magen David Adom en Israël)
Organisation non représentée à la Fédération

## Membres de la Fédération

### Afrique
- Algérie : Croissant-Rouge algérien
- Guinée : Croix-Rouge guinéenne
- Maroc : Croissant-Rouge marocain
- Sénégal : Croix-Rouge sénégalaise
- Tunisie : Croissant-Rouge tunisien
- Niger : Croix-Rouge nigérienne
- République démocratique du Congo: Croix-Rouge de RDC

### Amérique
- Canada : Croix-Rouge canadienne
- États-Unis : Croix-Rouge américaine
- Haïti : Croix-Rouge haïtienne
- République dominicaine : Croix-Rouge dominicaine

### Asie
- Afghanistan : Croissant-Rouge afghan (en)
- Chine : Croix-Rouge chinoise
- Îles Marshall: Croix-Rouge des Îles Marshall
- Indonésie : Croix-Rouge indonésienne
- Iran : Croissant-Rouge iranien
- Israël : Magen David Adom (Cristal-Rouge)
- Japon : Croix-Rouge japonaise
- Palestine : Croissant-Rouge palestinien
- Qatar : Croissant-Rouge du Qatar
- Syrie : Croissant-Rouge arabe syrien

### Europe
- Albanie : Croix-Rouge albanaise (en)
- Allemagne : Croix-Rouge allemande
- Andorre : Croix-Rouge d'Andorre (en)
- Belgique : Croix-Rouge de Belgique
- Espagne : Croix-Rouge espagnole
- France : Croix-Rouge française
- Italie : Croix-Rouge italienne
- Monaco : Croix-Rouge monégasque
- Pologne : Croix-Rouge polonaise
- Portugal : Croix-Rouge portugaise
- Suisse : Croix-Rouge suisse

### Océanie
- Australie : Croix-Rouge australienne
- Samoa : Croix-Rouge de Samoa (en)
- Tonga : Croix-Rouge des Tonga (en)
- Vanuatu : Croix-Rouge du Vanuatu (en)

## Organisations non représentées à la Fédération
- Chypre du Nord : Croissant-Rouge de Chypre du Nord (Observateur)
- Érythrée : Croix-Rouge d'Érythrée (Observateur, admission et reconnaissance en cours)
- République arabe sahraouie démocratique : Croissant-Rouge Sahrawi (en) (Observateur[1],[2], admission et reconnaissance en cours)
- Taïwan

Les États suivants : Bhoutan, Nauru, Niue, Oman et le Vatican sont des états ne reconnaissant pas d'association nationale, et ne sont donc pas représentées, tout comme les États non reconnus internationalement; l'Abkhazie, le Kosovo, le Haut-Karabagh, Somaliland, l'Ossétie du Sud et la Transnistrie.